# Onthophagus dayacus
Onthophagus dayacus là một loài bọ cánh cứng trong họ Bọ hung (Scarabaeidae).